# نيغراش

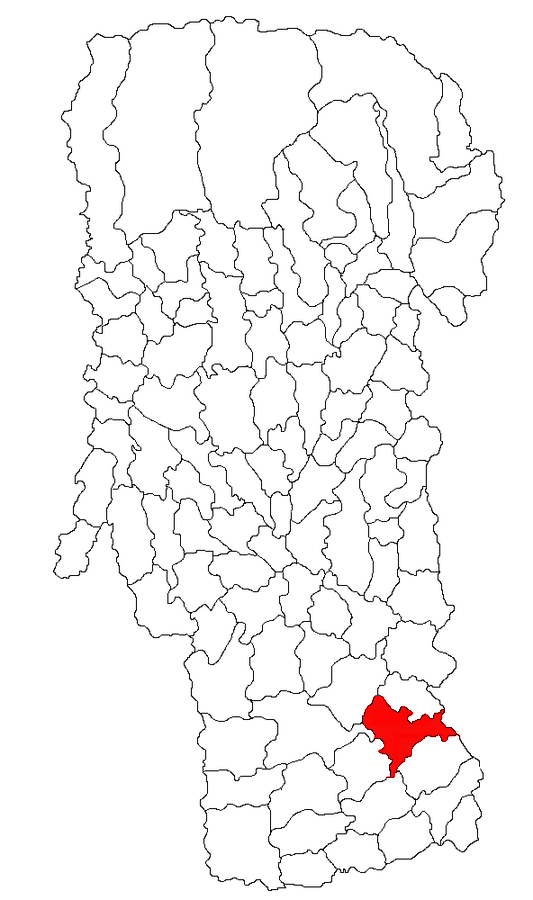
خريطة توضح بلدية نيغراش بالأحمر ضمن إقليم أرجيش

نيغراش هي بلدية تقع في إقليم أرجيش في رومانيا.